# LFP Manager 09
LFP Manager 09 (FIFA Manager 09) est un jeu vidéo de gestion sportive dans le domaine du football sorti sur PC en 2008. Il fait partie de la série LFP Manager. Proposant une base de données de plus de 1 500 clubs et 25 000 joueurs, dont quelque 7 000 sont représentés par d'authentiques photos. Le jeu est, en outre, fourni avec un puissant éditeur grâce auquel il est possible de concevoir des championnats, des clubs et un nombre illimité de footballeurs.

## Système de jeu

### Mode 3D
- Nouvelle présentation des formations avant le match.
- Nouvelle interface pendant les matchs, presque tout (la formation, la tactique) peut être changé entretemps lors de la partie en cours.
- Les moments les plus intéressants du matchs sont montrés (en répétitions) à la fin du match.
- Nouveaux effets sonores.
- Piège du hors de jeu amélioré, problème avec la ligne du hors jeu résolu.
- Positions du joueur améliorées.
- Nouvelle conception des joueurs 3D (similaire à FIFA 09)

### Mode texte
- Conception du Mode Texte totalement renouvelée.
- Nouveau mélange d'Internet télétexte dans vif et commentaire traditionnel dans vivant.
- Connexion à possible avec d'autres stades dès que quelque chose d'important se passe.
- La formation et la tactique peuvent être changées en cours de match, sans avoir besoin faire une pause.
- Les habilités de joueur et la tactique d'équipement sont clairement visibles.
- Davantage d'actions de la part de la défense qui joue également le hors-jeu.
- L'entraineur assistant analyse et informe en direct sur les joueurs avec une mauvaise condition, le mauvais fonctionnement dans le jeu de l'équipe, problèmes tactiques, etc.
- Classification et évaluation des meilleurs entraineurs.
- Plus de 3 000 mots dans le Mode Texte inclus…
- Possibilité de créer ses propres commentaires pour le Mode Texte, qui sera disponible dans les mois à venir.

### Interface
Le menu principal comprend 10 nouveaux objets-fenêtres, des boutons permettant de basculer simultanément sur tous ces objets et une option de rotation automatique. L'historique de recherche a été repensé pour permettre d'accéder facilement aux investigations précédentes sur un club ou un footballeur. Il est aussi possible de prendre en charge jusqu'à 9 flux RSS dans le téléscripteur.

### Le personnel
Retravaillée, la section Personnel voit arriver de nouvelles fonctions telles que préparateur physique, recruteur et juriste. L'entraîneur doit s'efforcer de recueillir l'adhésion de ses collaborateurs en leur confiant des tâches dignes d'intérêt, mais aussi en leur offrant une rémunération à la hauteur de leur charge. L'ambiance qui règne au sein du club est déterminante dans votre quête de grands joueurs et dans vos rapports avec le groupe. Il est désormais possible de changer de club en emmenant son staff dans ses bagages.

### L'entente dans le vestiaire
L'entraineur peut tenir davantage de discours et faire plus de promesses qu'avant, l'influence que l'entraineur exerce sur l'entente prévaut au sein de l'équipe en est d'autant plus grande. À cet égard, le nouvel écran de synthèse facilite la vie. La possibilité vous est maintenant offerte de déceler le moindre problème en quelques secondes.

## Mise à jour
EA Sports annonce que dès la sortie du jeu le 30 octobre, une mise à jour de la base de données sera disponible le jour même.

## Accueil
- Jeuxvideo.com : 15/20[1]